# Complejo Deportivo Socialista
El Complejo Deportivo Socialista, conocido popularmente como “La Bombonerita”, es un estadio con capacidad para 2200 personas. Se encuentra ubicado en la ciudad de Puerto Cabello, Venezuela.
Con la inauguración de La Bombonerita la Academia se unió a Caracas FC, UCV FC, UA Falcón y próximamente Yaracuyanos FC, en ser los únicos clubes venezolanos con sedes y estadios propios.

## Características
Posee una tribuna principal con camerinos para jugadores y árbitros, sala V.I.P, caseta de transmisión y marcador para visualizar el resultado del encuentro.

### Establecimientos
- Comerciales
- Comida Rápida
- Salas de Conferenciante
- Salones Múltiples
- Sala de Ajedrez
- Sala de Tenis Mesa